# Gentiane de Bavière
Gentiana bavarica
Espèce
Classification phylogénétique
La Gentiane de Bavière (Gentiana bavarica) est une espèce végétale herbacée de la famille des Gentianaceae.

## Description
Petite plante vivace de 5-15 cm, feuilles arrondies disposées le long de la tige (pas de rosette), fleur bleu vif longue de 20-30 mm. Floraison en juillet - aout.

## Distribution
Endémique alpine.